# يوتاكا ماتسوشيتا
يوتاكا ماتسوشيتا (باليابانية: 松下 豊) (مواليد 13 سبتمبر 1968)، هو لاعب كرة قدم سابق كان يلعب كلاعب وسط.